# Lautlos wie sein Schatten
Lautlos wie sein Schatten (verschenen in 1959) is een misdaadroman geschreven door Frank Arnau. Het werd vertaald in het Nederlands als New York na middernacht en Nacht in New York.

## Synopsis
Als James Baldon na een feestje laat in de nacht thuiskomt, kan hij de voordeur van zijn flat niet in: er ligt een doodgeschoten man voor.